# درشت‌مولکول

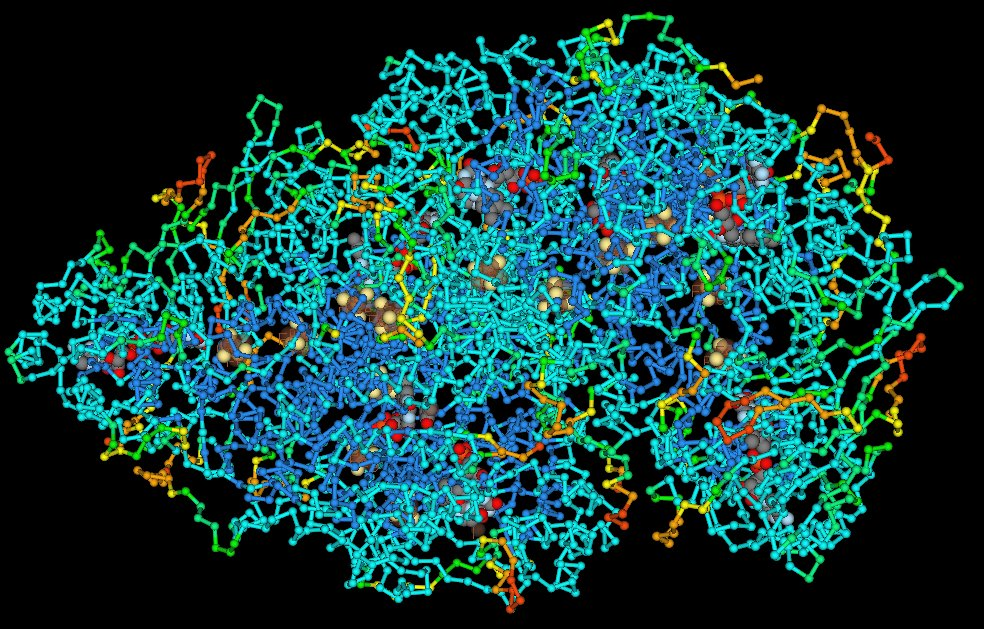
ساختار پروتئین

دُرُشت‌مولکول یا ماکرومُلکول (به انگلیسی: Macromolecule) در دانش شیمی به‌طور کلی به مولکول‌هایی گفته می‌شود که از نظر شمار اتم‌های تشکیل‌دهنده، جرم مولکولی (و جرم مولکولی نسبی) و وزن مولکولی دارای مقادیر بالایی باشند. در مقابل، دیگر مولکول‌ها را با نام ریزمولکول می‌شناسند، هر چند این اصطلاح چندان کاربرد ندارد.
در تعاریف هیچ مقدار مشخص و همگانی برای سه ویژگی بالا تعیین نشده‌است و به کار بردن واژهٔ درشت‌مولکول درباره یک مولکول خاص بیشتر به صورت عرفی و قراردادی است؛ به این معنی که ممکن است مولکول ویژه‌ای را درشت‌مولکول بدانند در حالی که مولکول دیگری را (از خانواده‌ای متفاوت) با وجود بزرگ‌تر یا سنگین‌تر بودنش درشت‌مولکول به حساب نیاورند. با وجود این برای برخی از خانواده‌های مواد شیمیایی مرزهایی قراردادی به منظور جداسازی ریزمولکول‌ها و درشت‌مولکول‌ها تعیین شده‌است، برای نمونه اگر شمار آمینواسیدهایی که به یکدیگر پیوند می‌خورند کم باشد به آن الیگوپپتید (به انگلیسی: oligopeptide) می‌گویند و اگر شمار آمینواسیدهایی که به یکدیگر پیوند می‌خورند زیاد باشد به آن پلی‌پپتید می‌گویند. اگر وزن مولکولی یک زنجیرۀ پپتیدی کمتر از ۱۰۰۰۰ باشد به آن پلی‌پپتید می‌گویند و اگر بیش‌تر از این باشد به آن پروتئین می‌گویند. (با این وجود پلی‌پپتید و پروتئین در موارد زیادی به جای هم به کار می‌روند)

## ساختار
به‌طور کلی دو ویژگی را برای درشت‌مولکول‌ها می‌توان برشمرد. نخست جرم (مولکولی یا مولکولی نسبی) و وزن آن‌هاست که عموماً بدون ذکر میزان معینی، باید زیاد باشد. دومین ویژگی تعداد اتم‌های تشکیل دهندهٔ آن‌هاست که می‌بایست به‌طور قابل توجهی بالا باشد.
تعداد بالای اتم‌ها در درشت‌مولکول‌ها به دو صورت فراهم می‌گردد:
1. در گروهی از درشت‌مولکول‌ها که با عنوان چندزیرواحدی، بَسپار (یا پُلیمر)[۵]* شناخته می‌شوند، ابتدا تعداد کمی از اتم‌ها با پیوند با یکدیگر، ریزمولکولی را ایجاد می‌کنند که هویتی مخصوص به خود دارد. در گام بعدی این ریزمولکول به عنوان زیرواحد، تک‌واحد یا تک‌پار[۶]* تشکیل‌دهندهٔ درشت‌مولکول، به دیگر ریزمولکول‌هایی از خانوادهٔ خودش اتصال یافته و مولکولی به مراتب بزگ‌تر از هرکدام از زیرواحدها را به وجود می‌آورد که همان درشت‌مولکول است. زیرواحدهای یک درشت‌مولکول از این دست (که از یک خانواده‌اند) می‌توانند از لحاظ شیمیایی یکسان باشند یا این‌که تنها دارای شباهت (اساسی) باشند. از این دسته می‌توان به پروتئین‌ها و دنا اشاره کرد که به ترتیب زیر واحدهای آنها عبارت‌اند از انواع اسیدهای آمینه و دی‌اکسی ریبونو نوکلئوتیدها.
2. گروه دیگر درشت‌مولکول‌ها آن‌هایی هستند که نمی‌توان در آنها بخش‌هایی را به عنوان تکپار یافت که با تکرارشان درشت‌مولکول را به وجود آورده باشند. ساختار مولکولی این دسته از ترکیبات دارای بخش‌هایی است که هر یک خارج از مولکول مورد نظر، یک ریزمولکول به حساب می‌آیند و دارای هویت مجزّایی هستند اما برای ایجاد درشت‌مولکول با ریزمولکول‌هایی پیوند دارند که هریک متعلق به خانواده‌ای متفاوت از ترکیبات شیمیایی است. از این گروه می‌توان لیپیدها را نام برد.

## انواع زیستی
درشت‌مولکول زیستی* درشت‌مولکولی است که توسط زیاگان ساخته می‌شود. این مواد جزئی از زیست‌مولکول‌ها هستند. درشت مولکول‌های زیستی مانند تمام مولکول‌های زیستی دیگر همگی ترکیباتی آلی هستند.
دست‌کم سه خانواده از زیست‌مولکول‌ها، درشت‌مولکول زیستی محسوب می‌شوند که عبارت‌اند از پروتئین‌ها، اسیدهای نوکلئیک و پلی‌ساکاریدها. برخی از منابع لیپیدها را نیز در زمرهٔ درشت‌مولکول‌ها می‌دانند.

## انواع غیرزیستی
هر درشت‌مولکولی که جزء انواع گفته شده نباشد، غیرزیستی به حساب می‌آید. این مواد ترکیبات آلی هستند که برای انواع کاربردها (صنعتی، درمانی، پژوهشی و …) در کارخانه‌ها یا آزمایشگاه‌ها ساخته می‌شوند، مانند بسپارهای آلکن‌ها: پلی‌اتیلن.
به‌طور کلی ساخت درشت‌مولکول غیرزیستی از لحاظ شیمیایی بسیار ساده‌تر از ساخت درشت‌مولکول زیستی در آزمایشگاه است.